# Queen: The Studio Experience

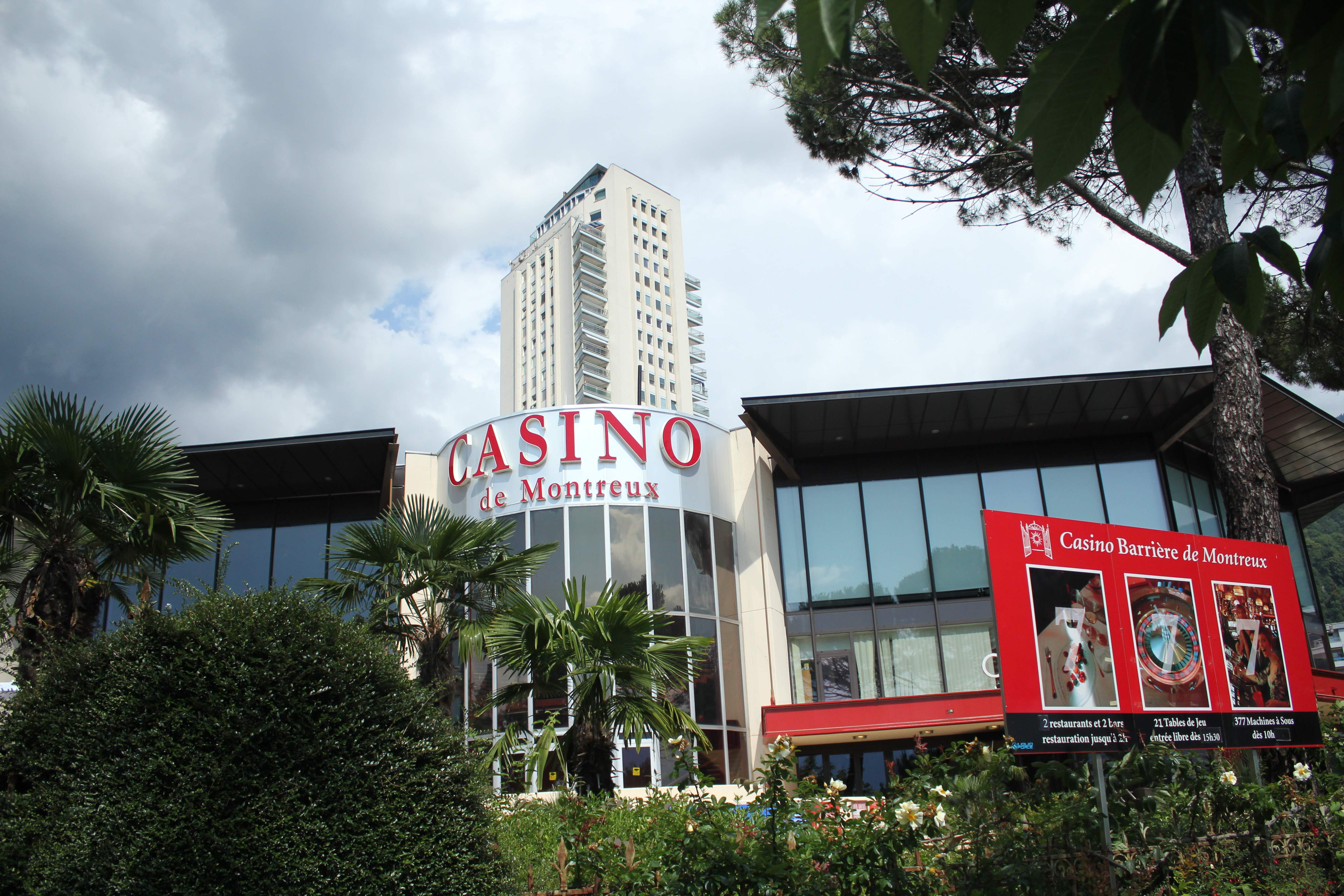
Hlavní budova kasina, obrácená k jezeru, slouží jen jako orientační bod k hledání muzea

Queen: The Studio Experience je soukromé hudební muzeum, otevřené roku 2013 se sídlem v bývalém nahrávacím studiu společnosti Mountain Studios v jedné ze zadních budov kasina Barrière de Montreux ve švýcarském městě Montreux.

## Historie
Studio založili roku 1975 americká zpěvačka a skladatelka Anita Kerrová a její manžel Alex Grob. Studio sídlilo v jedné z vedlejších (zadních) budov kasina Barrière de Montreux. Studio vlastnila rocková skupina Queen a poté její dlouholetý producent David Richards od roku 1978 do roku 2013. Svou původní nahrávací funkci studio ztratilo až čtyři roky po smrti frontmana skupiny Freddieho Mercuryho v roce 1995. Pro muzeum bylo studio adaptováno a otevřeno 2. prosince 2013 členem skupiny Brianem Mayem. Z původního interiéru zůstal zachován jen střední prostor hudební režie s mixážním pultem. Ostatní části interiéru jsou nové. 
Výnos ze vstupného, propagačních tiskovin a suvenýrů je předáván společnosti Mercury Phoenix Trust.

## Exponáty
- Hlavní atrakcí nahrávacího studia je místnost hudebního režiséra s fungujícím mixážním pultem, na kterém si návštěvníci mohou páčkami mixovat výšky, basy a další funkce skladeb, které ve studiu znějí z reproduktorů. Studio navrhl americký  designér Tom Hidley[1]
- Pět vystavených kostýmů, ve kterých Freddie Mercury vystupoval na koncertech, navrhly mj. Natasha Korniloff, Zandra Rodes a Diana Moseley.
- Výstavní panely s texty a fotografiemi podávají stručnou historii nahrávání ve studiu, mj. zde byla roku 1988 nahrána slavná píseň Barcelona, duet Montserrat Caballé a Freddieho Mercuryho

## Logo
Freddie Mercury měl výtvarné nadání i vzdělání a navrhl logo pro čtyři členy skupiny Queen s využitím jejich znamení zvěrokruhu takto: dva lvi v kostýmech pro Rogera Taylora a Johna Deacona (tato část je použita jako logo muzea), rak jako měsíční znamení Briana Maye a dvě víly pro měsíční znamení Panny Freddieho Mercuryho
Socha Freddieho Mercuryho je od muzea daleko a umístěním na ně nenavazuje. 

## Galerie

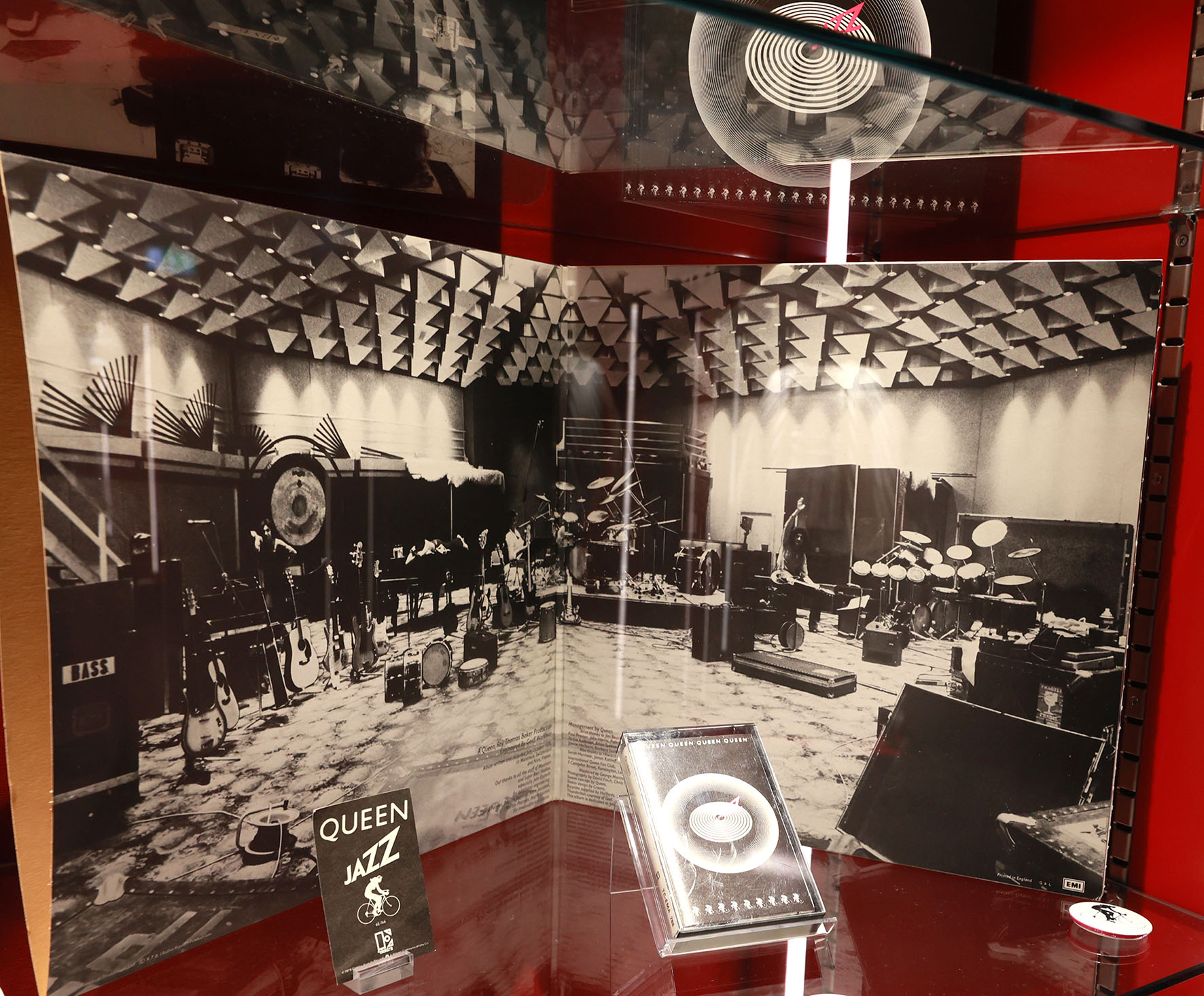
Původní interiér studia na panelu
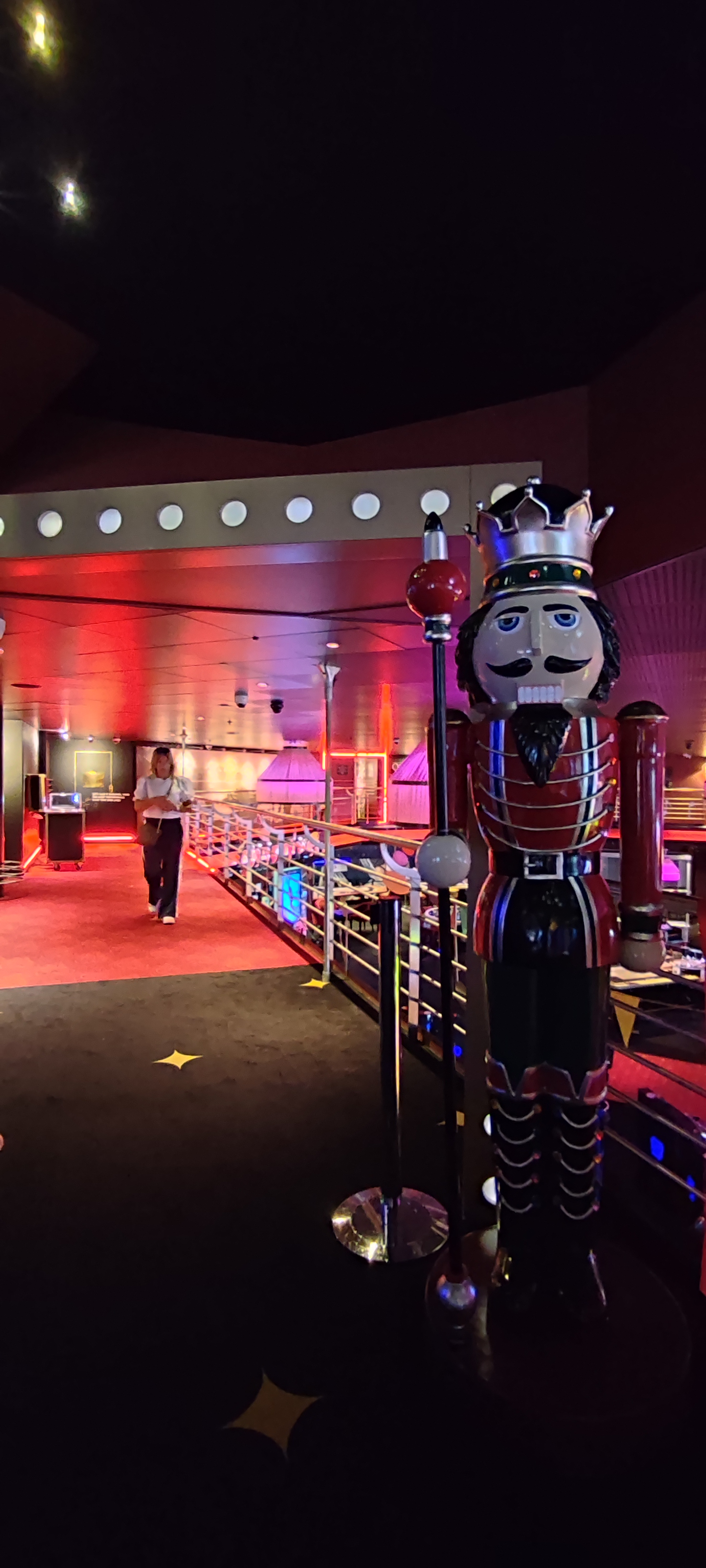
Vstupní chodba muzea
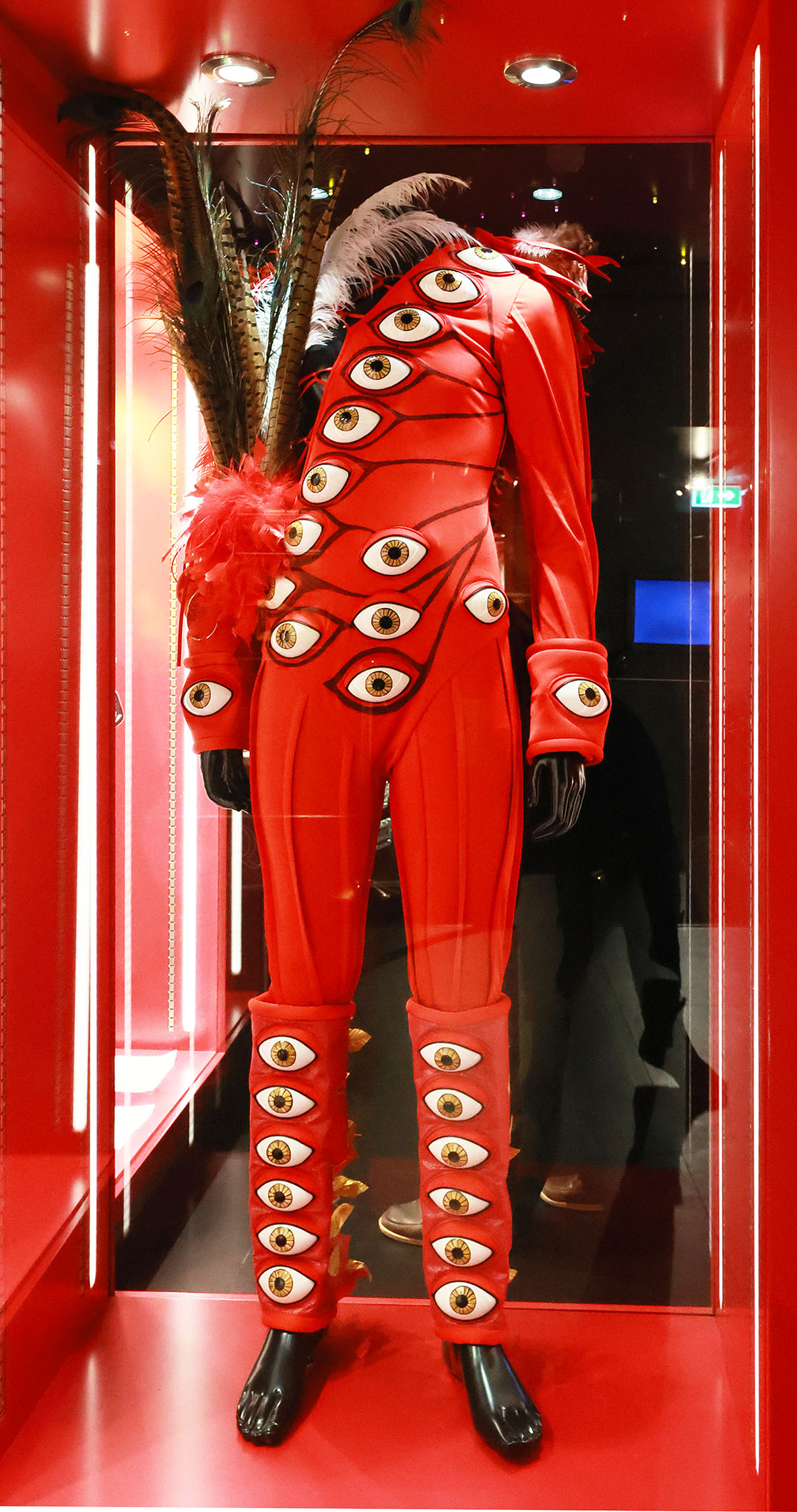
Mercuryho kostým od Natashy Korniloff
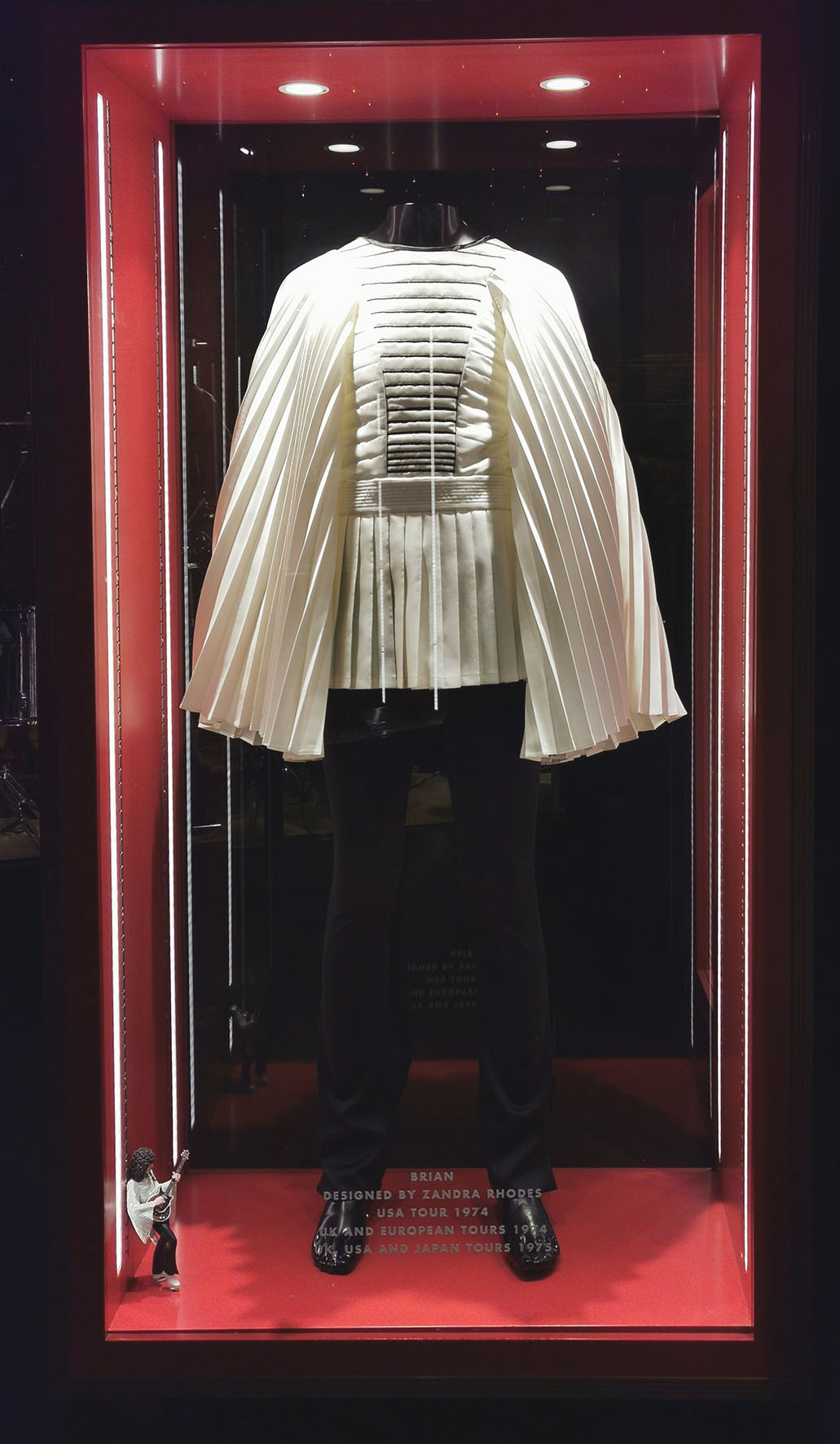
Mercuryho kostým od Zandry Rodes
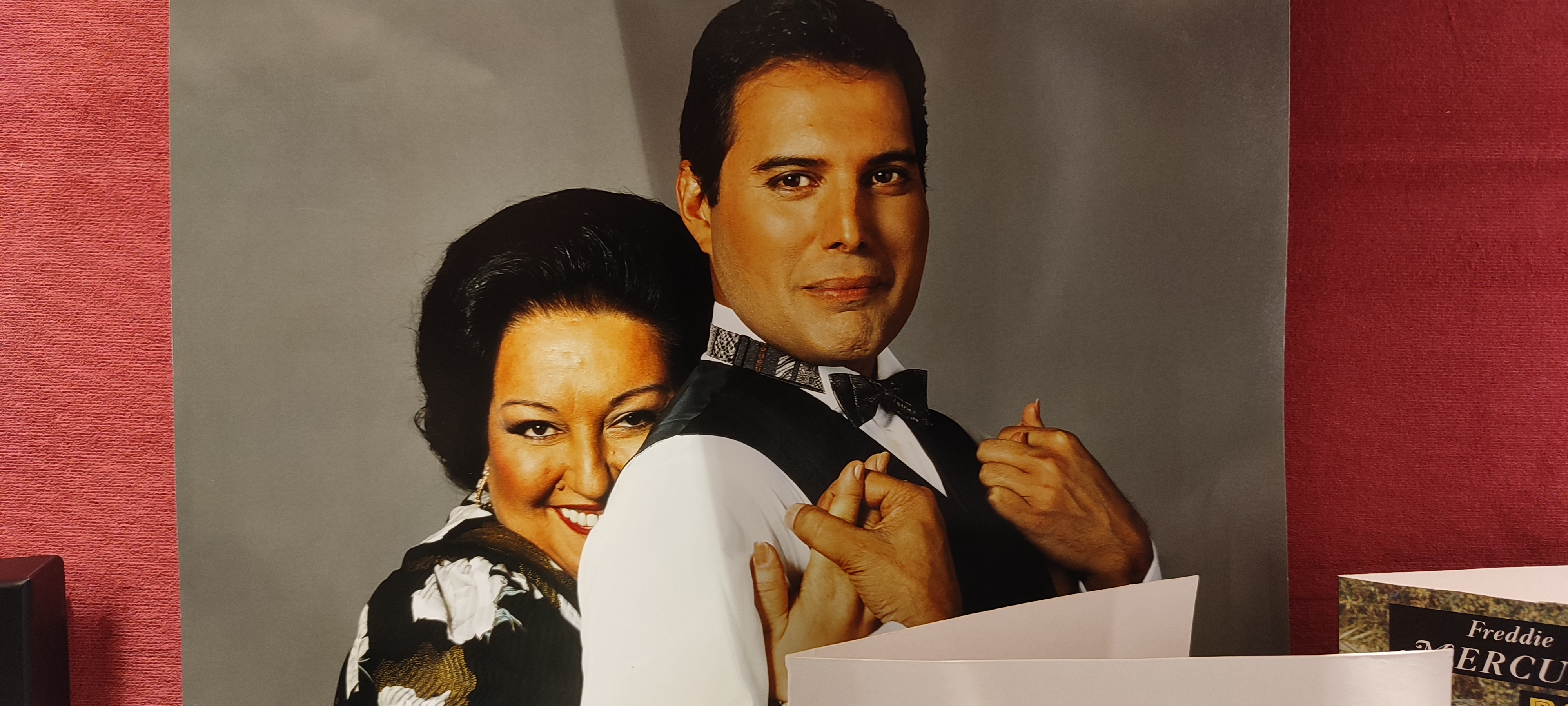
Montserrat Caballé a F. Mercury na panelu
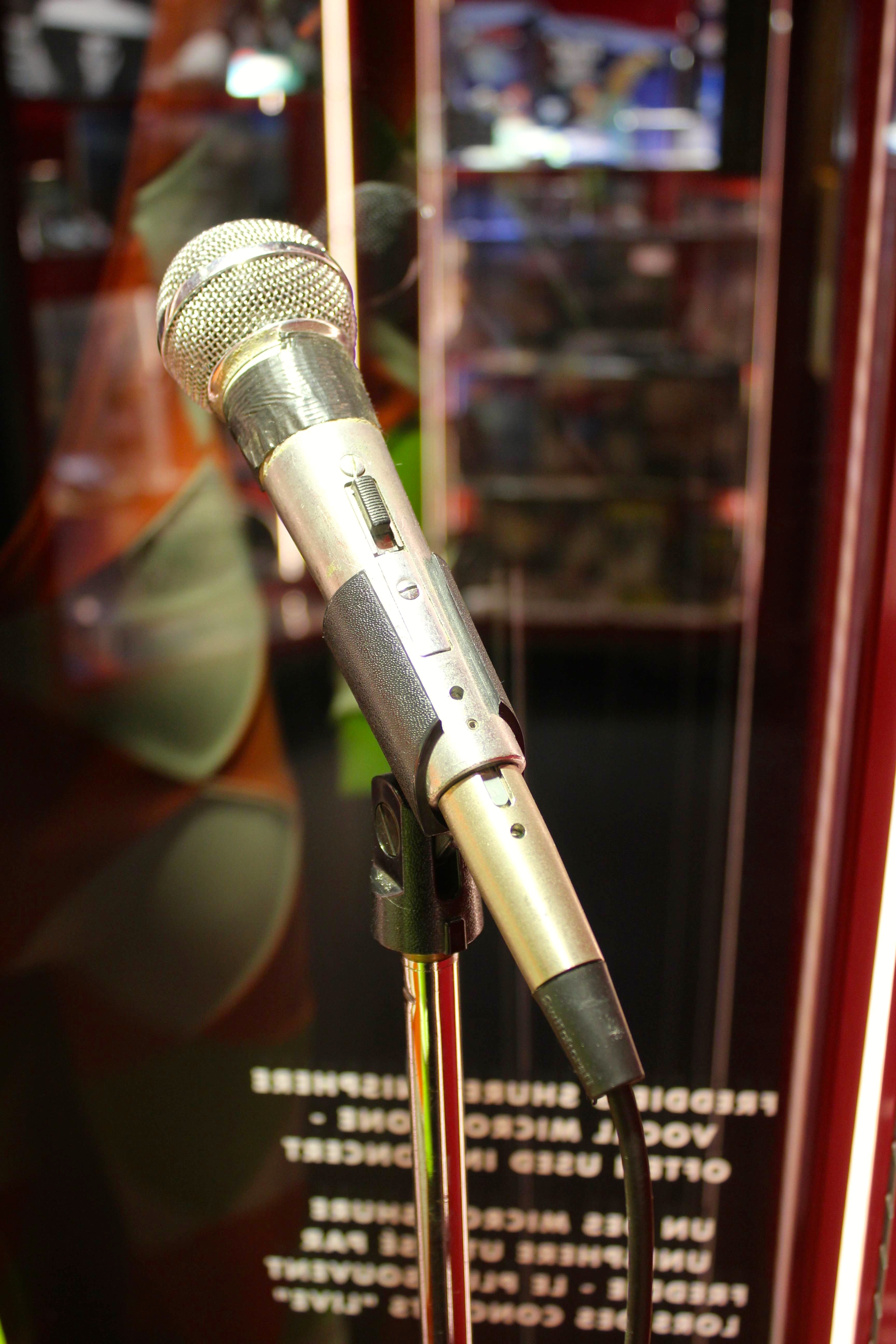
Původní mikrofon
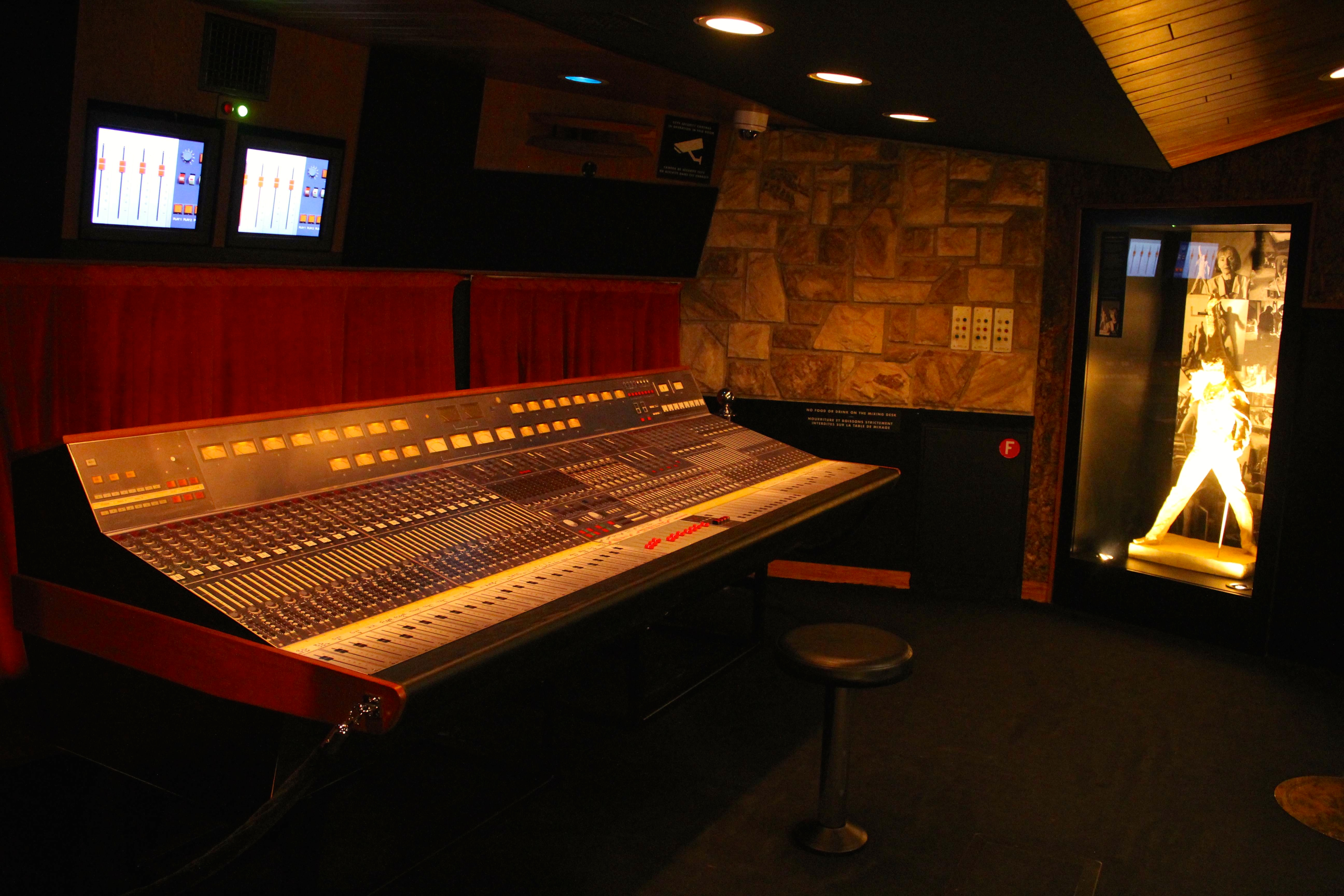
Mixážní pult studia
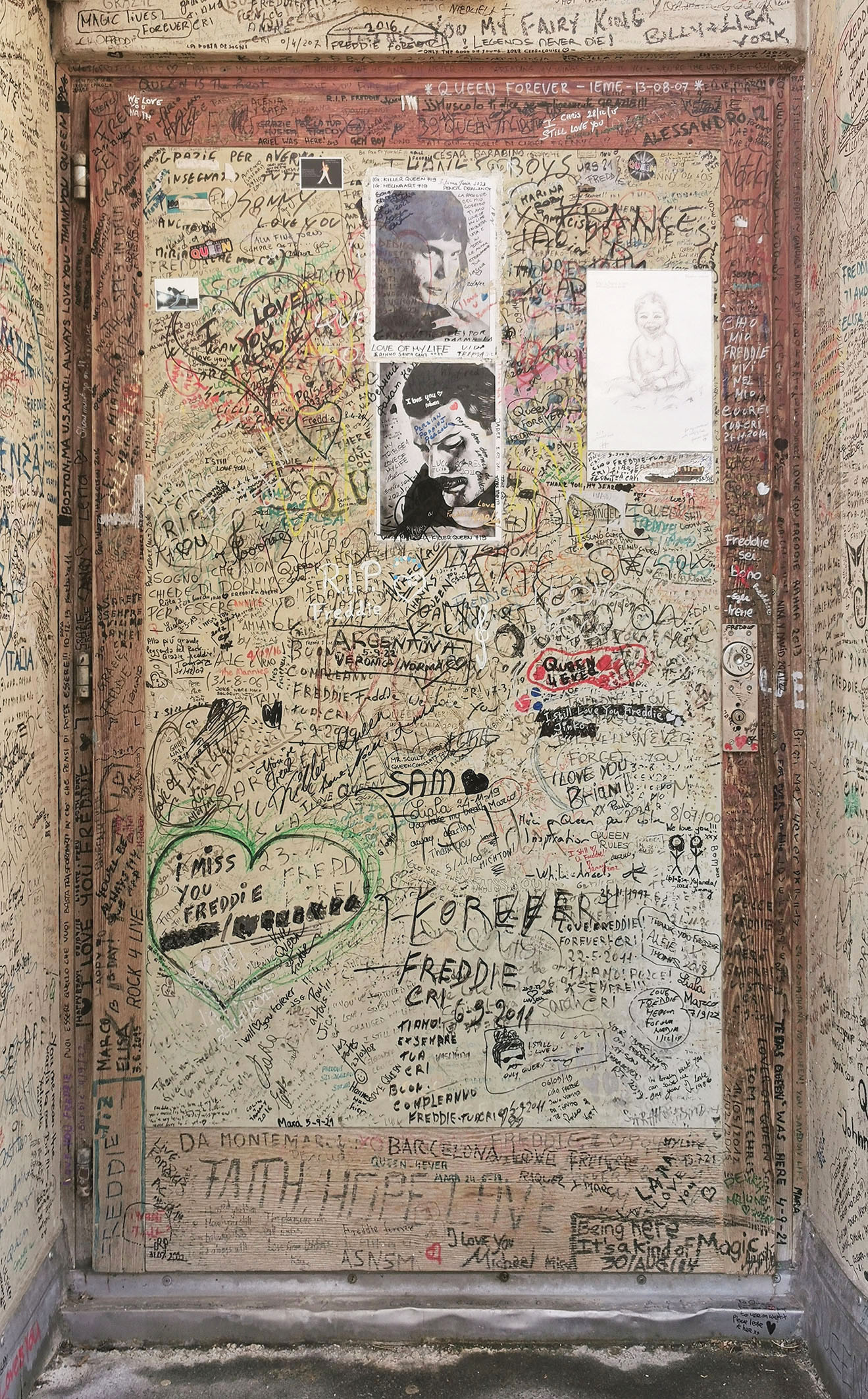
Dveře se vzkazy návštěvníků